# Facsád
Facsád, 1911-ig Facset (Facsét, románul Făget /fə'ʤet/, németül Fatschet) város Romániában, a Bánságban, Temes megyében.

## Fekvése
A Ruszka-havas északnyugati lábánál, Lugostól 33 km-re északkeletre, a Dévát Lugossal összekötő E673-as (68A) út mentén, a Bega két partján fekszik.

## Nevének eredete
Neve a románból származik, a făget szó jelentése 'bükkerdő, bükkös'. Első említése: Fagyath (1529). Az újkorban a Facset mellett a magyarban gyakran használták a Facsét névalakot is. A helységnévrendezés idején az Országos Törzskönyvbizottság az 1595-ből adatolható, magyarosabban hangzó nevet állapította meg.

## Története
Engel Pál a középkori összeírások és a 16. századi defterek alapján a korábbi Endrőddel azonosította, amely 1364 és 1550 között az endrődi (később facseti) Bekes család uradalmi központja volt. A középkori falumag a vár mellett, a Bega jobb partján, a mai Ștefan cel Mare, Eftimie Murgu és Cetății utcák kereszteződésénél lévő park helyén feküdt.
Jelentőségét fekvésének köszönhette, rajta keresztül vezetett ugyanis a Temesvárt és Lugost Erdéllyel összekötő út. A 16. században mezőváros, a török hódoltság alatt náhije székhelye volt. A várára vonatkozó legkorábbi utalás 1548-ból származik. 1552-ben a török, 1595-ben, ostrom nélkül Borbély György karánsebesi bán, 1602-ben ismét a török, 1603-ban Basta, 1616-ban Bethlen Gábor foglalta el. 1591-ben kb. 110-150 török katona (majdnem kétharmaduk lovas), 1700-ban már csak 25 fős helyőrség védte.
A 18. században a Bega jobb partján fekvő, román lakosságú település (a későbbiekben Románfacset) mellett, a másik parton több betelepülési hullámban alakult ki Németfacset. A facseti románok a 18. században még főként juhtenyésztéssel foglalkoztak – II. József 1768-as, inkognitóban tett utazása idején annyira megdöbbent a nagymérvű erdőirtáson, hogy azt tervezte, az erdők védelmében elköltözteti a környékről a román lakosságot. A hatóságok 1723-ban posztókészítő manufaktúrát állítottak fel a településen, amely 1728-ban már tizenkétezer takarót készített a hadsereg számára. 1727-ben megkezdték a Bega szabályozását, amelyet később a kivágott fa leúsztatására használtak. 1728-ban vagy még azelőtt vámhivatalt (Erdély és a Bánát között), 1729-ben postaállomást létesítettek benne. Facset már 1736-ban, majd a továbbiakban folyamatosan ortodox esperesi székhely volt.
Németfacseten 1733-ban hoztak létre római katolikus plébániát, melynek temploma 1746-ra épült föl. 1773-ig a minoriták gondozták. A területén élő harminchat ortodox családot a bánáti kormányzat a Bega másik oldalára, a románoknak kijelölt településrészre telepítette. A katolikus gyülekezet 1767–1769-ig szerény létszámú maradt, főleg a különböző hivatalok változó személyzete és katonák alkották. Akkor költözött be 35, majd 1788-ban újabb tizenkét német család. Ugyancsak a Bega bal partján telepedtek meg cigányok, és később a facseti zsidók túlnyomó többsége is Németfacseten élt. Cigány lakóiról az első adat 1789-ből való. A cigánytelep a mai Sigilești helyén, Németfacset délnyugati peremén terült el.
Házait 1782–1783-ban vonták utcarendbe. 1787-ben évi nyolc országos vásár tartására kapott szabadalmat, hetivásárt pedig 1834-től rendezhetett. Adóhivatalát először 1790-ben említik. A 18. század végén a temesvári várparancsnok felesége üzemeltette nyolcszobás fogadóját, amelyet Johann Lehmann tisztának, ámde drágának minősített. A Bánát polgáriasítása után Krassó, 1880-tól Krassó-Szörény vármegye egyik járásának székhelye volt. A két településrész, Német- és Románfacset 1819-ben, majd utána több évtizedig önálló községi szervezettel rendelkezett, de az 1880-as években egyesültek.
1813-ban gyógyszertárat alapítottak benne. 1828-ban 1108-an lakták, a családfők közül 114 volt jobbágy, 102 házas, 43 házatlan zsellér, 29 szolga és 26 kézműves. Vásárait 86 faluból látogatták rendszeresen. A németfacsetiek közül csak kevesen nem gyakoroltak valamilyen mesterséget. Fontos bőripari központ volt, szűcsei női bekecseket készítettek vörös bőr rátéttel, növényi és pávaszemes mintájú hímzéssel. A katolikus németek közül kerültek még ácsok, asztalosok, kerekesek, faedénykészítők és zsindelyesek. A románok főként mezőgazdasággal foglalkoztak, a mesterségek közül a bocskorkészítést, a papucsosságot, a molnárkodást, a mészárosságot és a fazekasságot űzték. A facseti zsidókról 1837-től származik az első följegyzés, akkor viszont már imaházuk is volt. Zsinagógájukat 1894–95-ben építették fel a mai Avram Iancu utcában. Az épületet 1965-ben lebontották, helyére három magánházat emeltek.
Választói az 1848. július 31. és augusztus 12. között tartott, megismételt választásokon Dionisie Ciolocoşt küldték a pesti országgyűlésre, miután Maxim Pascu óvást jelentett be az első alkalommal győztes Eftimie Murgu ellen. A temesvári csata után, 1849. augusztus 16-án itt szállt meg Bem és tanácskozott az előző napon ideérkezett Eftimie Murguval. Itt vált el tőle Vécsey Károly, aki innen Arad felé tartott, letenni a fegyvert.
1865-ben kővel borították a Lippára vezető utat. 1871-ben járásbíróságot, 1909-ben közjegyzői hivatalt létesítettek. 1891-ben létrejött a Făgețeana bank, 1905-ben a Facseti Népbank, 1911-ben a Facsádi Bank, 1893-ban a román kaszinó (a későbbi Apollo mozi épületében). Római katolikus iskolája már legalább 1881-től részben magyar tannyelvvel működött, majd az egyház 1891-ben átadta az államnak. 1896-ban az állam új iskolaépületet épített Németfacsádon, a mai Calea Lugojului és az Avram Iancu utcák sarkán. Budinszky György plébános (1873 és 1909 között szolgált) szőlőt és gyümölcsöst telepített a Paphegyre, amelyből az egyházközség jelentős bevételre tett szert. Az ő lelkészsége idején, 1900-ban lett Facsád római katolikus esperesi székhely. 1899-ben a község pénzén felépült a Magyar Királyhoz címzett szálloda. 1903 és 1908 között Molnár Árpád nyomdát működtetett benne. 1911-ben kisközségből nagyközséggé alakult.
Az állam 1900–1903-ban 84 római katolikus magyar és hat német családot telepített Németfacset délkeleti peremére („Telep”: a mai Alecsandri, Unirii, Coșbuc, Eminescu, Cloșca és George Gârda utcák), majd további 10 magyar családot a draksinyesti út mellett, a községtől 2 km-re létrehozott ún. munkástelepre. A telepes családok közül 32 Torontál, 15 Krassó-Szörény vármegyéből, 15 a Vágsellye közelében fekvő Magyarsókról érkezett. (Egy részük korábban részt vett egy sikertelen telepítési akcióban, Bukovecen.) Birtokaik értékét eredetileg 58 év alatt kellett volna törleszteniük, és a magyar kormány csak 1918 decemberében rendelte el birtokba helyezésüket. Így az impérium változása után ismét a teljes összeget kellett kifizetniük a román államnak, ezért közülük sokan otthagyták a földet és városba költöztek. 1926-ban 19 magyar család vándorolt ki Brazíliába. 1938-ban viszont itt talált új otthonra 99 hadikfalvi székely.
1918. november 4-én, vásár napján a piacon frontról visszatért katonák és parasztok gyülekeztek fenyegetően, hogy kifosszák a boltokat. Ekkor állítólag a Deutsch család pincéjéből és a Mailänder család házának (Calea Lugojului 20) emeletéről ismeretlenek a tömegbe lőttek, és tizenöt fő meghalt.
1940 után mintegy nyolcszáz besszarábiai menekültet költöztettek Facsádra, akik többsége véglegesen itt telepedett le. Zsidó lakosságát 1941-ben Lugosra deportálták. Innen 1944-ben csak egy részük tért vissza, de 1950-ig ezek túlnyomó többsége is Izraelbe vándorolt ki.
1954-ben líceumot állítottak fel a településen. Önálló magyar iskolája 1959-ig, magyar tagozat 1973-ig működött.
1994-ben nyilvánították várossá.

## Lakossága

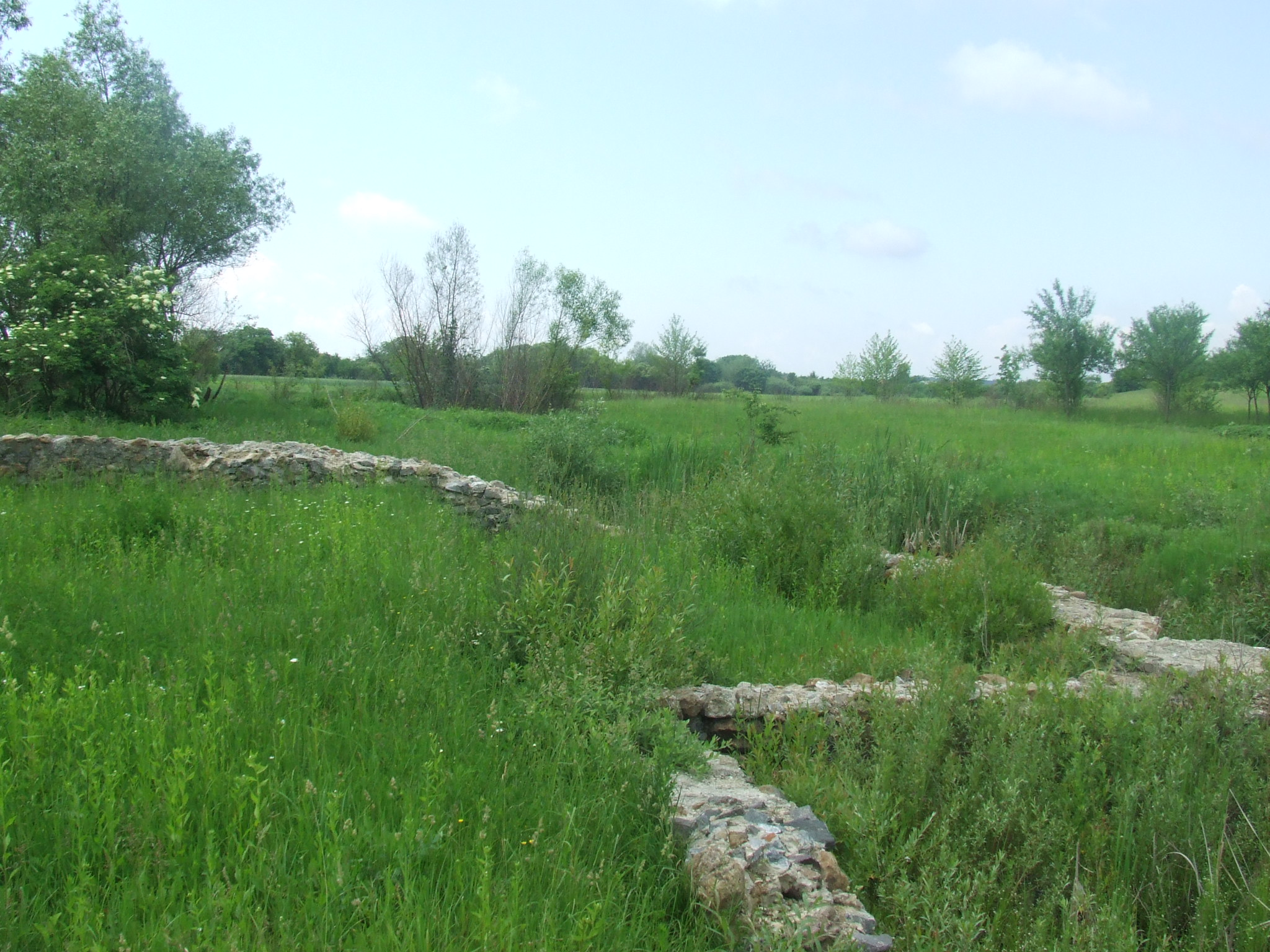
A vár alapfalai

- 1831-ben Oláh- és Németfacsetnek közösen 790 ortodox és 286 római katolikus lakosa volt.[13]
- 1858-ban 1577 lakosából 947 volt ortodox, 497 római katolikus és 93 zsidó. Az ortodox románok természetes szaporulata a 19. század második felében stagnált, ezt a környező falvakból való beköltözés ellensúlyozta.
- 1910-ben 3323 lakosából 1467 román (44,14%), 1462 magyar (43,99%) és 376 német (11,31%) anyanyelvű, 1484 római katolikus, 1447 ortodox, 207 zsidó és 131 református vallású volt.
- 2002-ben 3759 lakosa volt, ebből 3354 román (89,22%), 324 magyar (8,61%) és 58 német (1,54%) nemzetiségű, 2684 ortodox, 364 római katolikus, 311 pünkösdi, 166 baptista és 124 református vallású.

## Látnivalók, érdekességek
- A mai város északkeleti peremén állt egykor Facsád vára. A négyzet alaprajzú síkvidéki erődítménynek az 1980-as–1990-es években feltárt alapfalai láthatók.
- Római katolikus templomát 1846-ban kezdték építeni. 1848-ban beomlott a karzat mennyezete, hat munkás megsebesült, a többiek pedig nem voltak hajlandóak folytatni a munkát. A honvédség 1849-ben puskaporgyártó műhellyé alakította át, de a temesvári csata előtt már csupán három-négy napig tudták használni. Végül 1850-ben fejezték be az építkezést, és szentelték fel a templomot.
- Az egykori kaszinó épülete (Calea Lugojului 10, 1800), római katolikus plébánia (1837–1839), volt járásbíróság (ma Traian Vuia Elméleti Líceum), volt adóhivatal (ma bíróság).
- Az ortodox templom 1889-ben, a református 1997-ben épült.
- 460 hektáros víztározója a legnagyobb állóvíz Temes megyében.

## Gazdasága

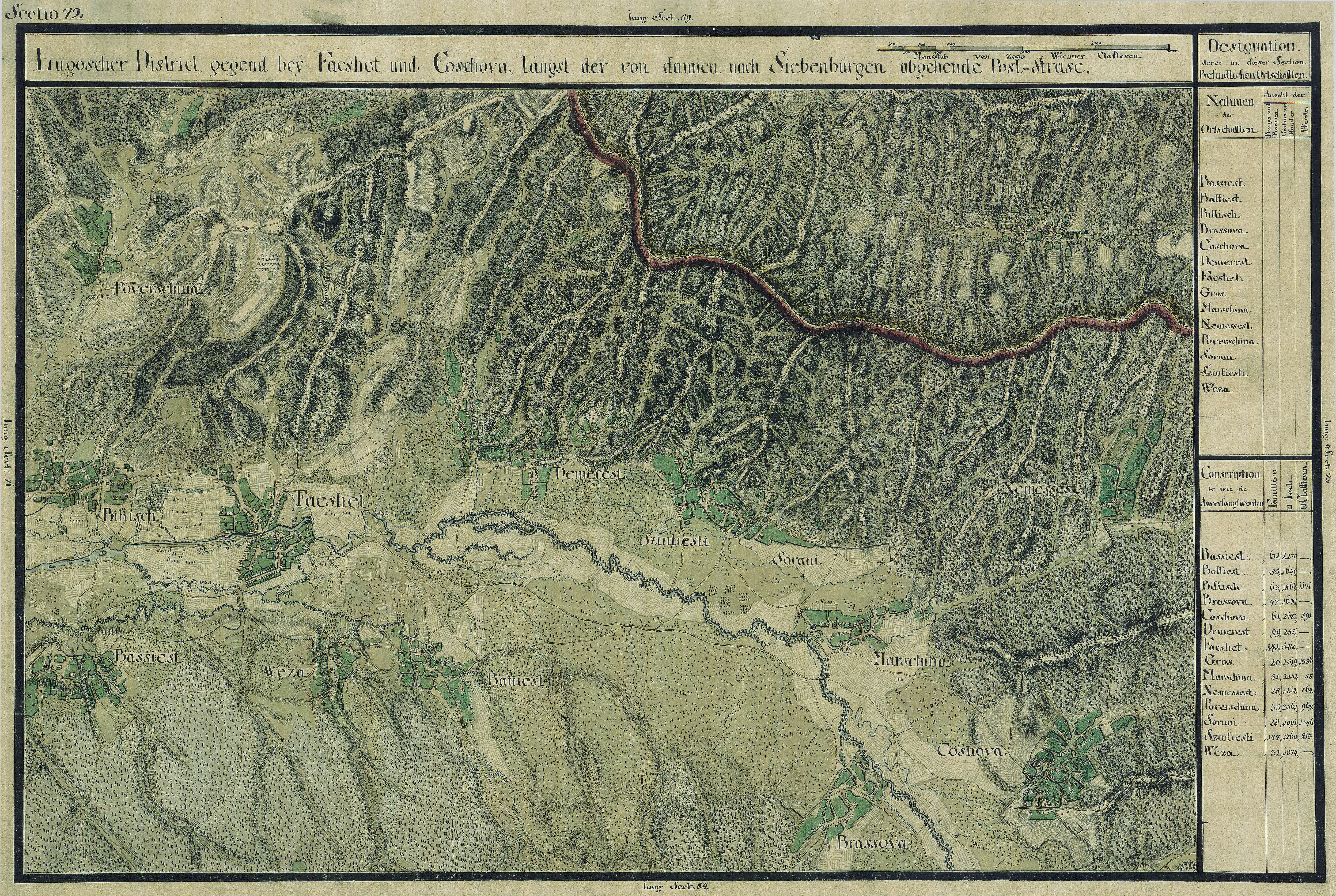
Facsád környéke 1770 körül

Legjelentősebb üzeme a 800 munkást foglalkoztató Rifăget bőrgyár. Négy, főként külföldi tőke által működtetett faipari üzeme is van.

## Híres emberek
- Itt született 1898. augusztus 2-án Nagy Ernő olimpiai aranyérmes kardvívó.
- Itt született 1922-ben Kiss András történész, levéltáros.
- Itt született 1939-ben Szokoly Elek, a Pro Europa Liga igazgatója.

## Testvérvárosai
- Elek, Magyarország
- Szekszárd, Magyarország
- Bellevue, Franciaország
- Cervinaria, Olaszország